# Station Hamburg-Hammerbrook
Station Hamburg-Hammerbrook (Bahnhof Hamburg-Hammerbrook, kort Hammerbrook (City Süd)) is een spoorwegstation in het stadsdeel Hammerbrook van de Duitse plaats Hamburg, in de gelijknamige stadstaat. Het station ontstond bij de bouw van de S-Bahn van Hamburg naar Harburg in 1983. In de dienstregelingen wordt het station naar de naastgelegen City Süd en ook Hammerbrook (City Süd) genoemd. De halte is gecategoriseerd als categorie 4 station, heeft een eilandperron en is gebouwd op een viaduct. De aan beide zijden gesloten overkapping is met een snel rijdende trein getest en werd tussen 1978 en 1983 naar plannen van architectenbureau Schramm, Pempelfort, Von Bassewitz en Hupertz gebouwd. Het station wordt bediend door de lijnen S3 en S5.

## Architectuur
Het ontwerp van het station en het viaduct is een erfenis van een wedstrijd uit 1976. Het winnende ontwerp was een klein geluidscherm rond de halte die met rode aluminium platen was bekleed, met ramen in de zijwanden en zo ver verhoogd, dat het op een treinwagon lijkt. De bouw vond tussen 1978 tot 1983 plaats. In 1986 werd het station en het viaduct door de Hamburger Baubehörde beoordeeld. Van de uitgangen werd uitdrukkelijk genoemd, dat ze gebruiksonvriendelijk zijn, te weinig daglicht hebben en dat roltrappen ontbreken.

## Treinverbindingen
De volgende S-Bahnlijnen doen station Hammerbrook aan:
| Serie | Treinsoort        | Route | Bijzonderheden |
| ----- | ----------------- | --- | -------------- |
|       | S-Bahn (DB Regio) | Pinneberg – Elbgaustraße – Eidelstedt – Altona – Hauptbahnhof – Hammerbrook – Harburg – Harburg Rathaus – Neugraben          |                |
|       | S-Bahn (DB Regio) | Elbgaustraße – Eidelstedt – Dammtor – Hauptbahnhof – Hammerbrook – Harburg – Harburg Rathaus – Neugraben – Buxtehude – Stade |                |

Hamburg Hauptbahnhof ·
Hamburg-Hammerbrook ·
Hamburg-Veddel · 
Hamburg-Wilhelmsburg ·
Hamburg-Harburg ·
Hamburg-Harburg Rathaus ·
Hamburg-Heimfeld ·
Hamburg-Neuwiedenthal ·
Hamburg-Neugraben